# Dlužicha krvavá

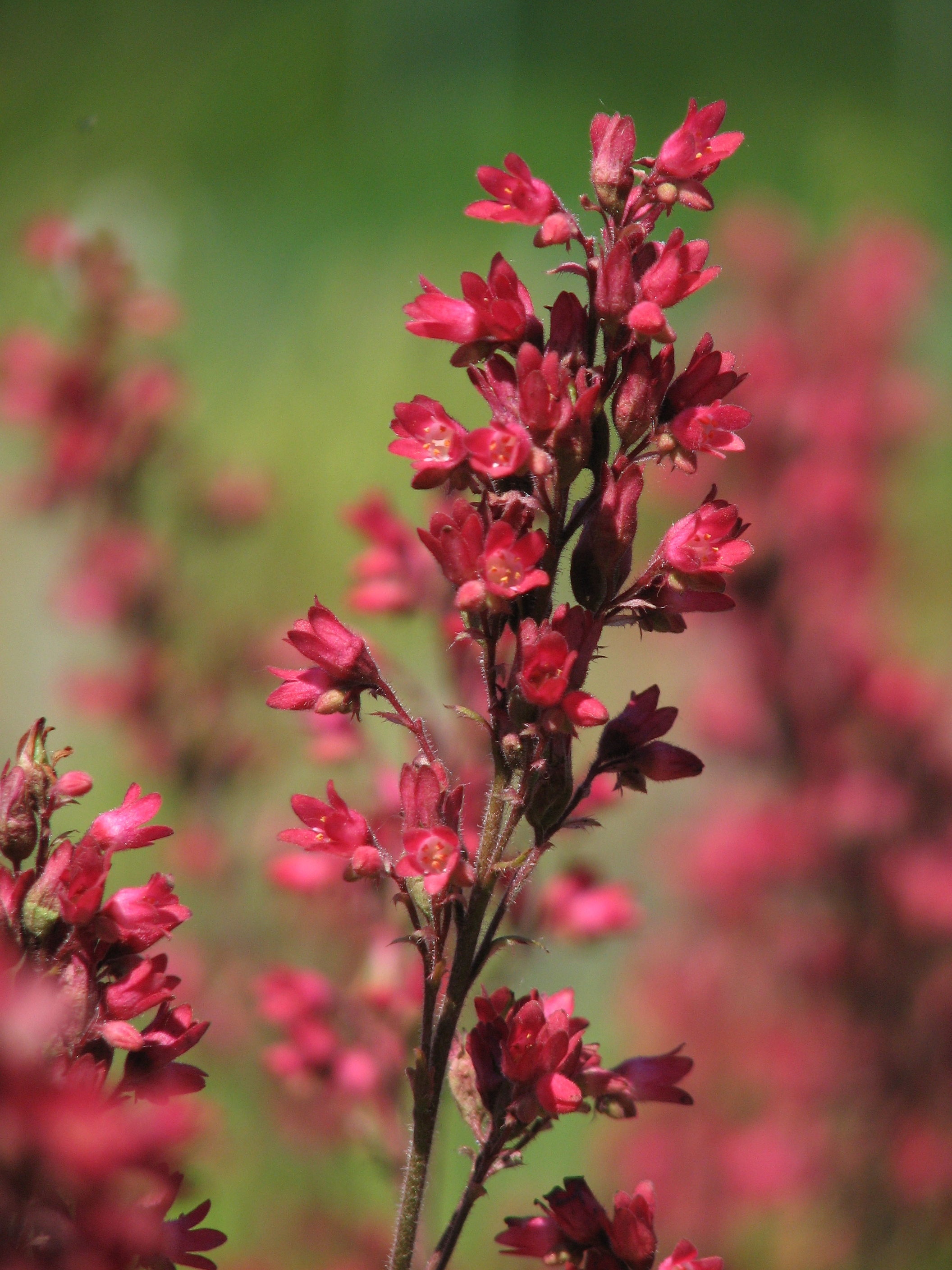
Květenství

Dlužicha krvavá (Heuchera sanguinea) je vytrvalá, růžově až červeně kvetoucí květina, jediný severoamerický druh rodu dlužicha, jenž bývá v ČR pěstován jako okrasná rostlina s malými nároky na prostředí a péči. Pochází z jihozápadu Spojených států amerických (Arizony, Nového Mexika) a ze severozápadu Mexika. Pro svůj vzhled i odolnost byla postupně rozšířena do mnoha chladnějších, výše položených částí Ameriky a později i do Evropy.

## Ekologie
Ve své domovině planě roste v horách do nadmořské výšky až 2600 m na kamenité, vlhké půdě v částečném stínu, ve středoevropských podmínkách dobře přezimuje. V létě ji prospívá pravidelná, přiměřená zálivka, nesnáší déletrvající sucho. Při dostatku vláhy může být i na plném slunci, jinak v polostínu. Roste i na nevýživné půdě, pro bohaté kvetení je však nutná zemina s dostatkem humusu a živin, nesnáší vysoký obsah vápníku. Je dlouhověký hemikryptofyt rašící počátkem dubna, jeho ploidie je 2n = 14.

## Popis
Dlužicha krvavá je, obdobně jako většina dalších druhů rodu, hustě trsnatá, žláznatě chlupatá bylina vyrůstající z tmavě hnědého, větveného oddenku až 10 cm dlouhého, 0,5 cm tlustého a s početnými adventivními kořeny. Lodyhy vysoké 20 až 40 cm jsou přímé, téměř bezlisté, tenké, pevné a obvykle se větví až v květenství. Početné listy, 2 až 5 cm velké, vyrůstají v přízemní růžici, jsou řapíkaté, čepele mají kruhovité, vejčité nebo ledvinovité, na bázi srdčité, po obvodě plytce laločnaté, vroubkované a jsou zbarveny tmavě zeleně se světlejším mramorováním.
Na vrcholu lodyhy vyrůstá v řídké latě bez listenů řada růžových až šarlatově červených, široce zvonkovitých, pětičetných květů asi 0,5 cm širokých a 1 cm dlouhých. Kališní lístky jsou žláznaté, načervenalé, nejméně do třetiny srostlé a vytvářejí zvonek obklopující kratší korunní lístky, které jsou růžové až červené a úzce eliptické. Pět krátkých tyčinek nese žluté prašníky, pestík má jednu bliznu. Opylovány jsou hmyzem, především motýly.
Plod je jednopouzdrá, oválná, 5 mm velká tobolka. Obsahuje početná, tmavě hnědá, eliptická semena asi 0,5 mm velká. Rostliny se rozmnožují dělení trsů nebo semeny, ze kterých však nemusí vyrůst potomstvo s vlastnostmi rodičů.

## Využití
Dlužicha krvavá je v zahradnické praxi považována za volně rostoucí trvalku záhonového charakteru. Je velmi variabilní druh, snadno se kříží, vzniklé hybridy bývají plodné a dále se mohou zkřížit. Listy a květy jsou vhodné pro aranžérské práce.
Rostlina je porostlá ozdobnými listy od časného jara do podzimu a kvete od května do srpna. Existuje mnoho kultivarů s květy různých barev, od bílé, nazelenalé a růžové až po červené, oranžové, vínové i pestré. Květy bývají různě velké, stejně jako jsou odlišně bohatá jejich květenství. Některé odrůdy po odstranění odkvetlých květenství remontují.